# Biz・ホーダイ
Biz・ホーダイ（ビズ・ホーダイ）は、NTTドコモの第三世代携帯電話FOMAのスマートフォン向けパケット通信料定額サービスである。本項では、後継サービスとなるBiz・ホーダイ ダブル及び、メール利用者向けサービスとなるBiz・ホーダイ シンプルについても、併せて述べる。
2010年4月より、Biz・ホーダイに既に加入している人のみ、契約継続になり、Biz・ホーダイ ダブルとBiz・ホーダイ シンプルは、それぞれパケ・ホーダイ ダブルとパケ・ホーダイ シンプルの契約に移行した。

## 概要
NTTドコモのFOMA端末への割引サービスのひとつで、iモード非対応のスマートフォンにおいてのパケット通信定額制を実現するサービスである。

## Biz・ホーダイ
2007年4月1日提供開始。
FOMA新料金プランに対応し、定額料5,700円（税込5,985円）を支払うことで、FOMA端末からのパケット通信が定額となる。利用に際してはmopera Uの「Uスタンダードプラン」か「Uライトプラン」の契約と、対象端末にBiz・ホーダイ接続アプリケーションのダウンロードと定額用アクセスポイントの設定が必要となる。ただし後述するBlackBerryにおいてはmoperaUではなく、BlackBerry Internet Service等の契約があればBiz・ホーダイを適用することが可能となる。（BlackBerry単体ではblackberry.netのAPN以外にはアクセスができない）
5,985円（税込）の定額料やパソコン用ホームページの閲覧を含むFOMA端末からのパケット通信が定額となるなどの点でパケ・ホーダイフルに似ているが、こちらは「iモード非対応の」スマートフォン向けのサービスであり、定額制対象となるのは日本国内における対応端末からのパケット通信のみである（反対にパケ・ホーダイフルはフルブラウザも定額制になるとはいえ、対象はあくまでもiモード通信のみなのでiモード非対応の上記の機種では定額制にはならない）。つまりiモードの利用でもパソコンなどに接続した際と同額のパケット通信料（0.021円（税込）／パケット）がかかる。Biz・ホーダイ、パケットパック、パケ・ホーダイ、パケ・ホーダイフルはいずれか1つしか契約できないため、iモード対応端末とFOMAカードを差し替えて使い分けているユーザーはそれぞれの利用頻度を考慮して契約するサービスを選択することが望ましい。
2007年4月1日の提供開始時点でM1000とhTc Zの2機種が対応機種として発表されたが、サービスインからしばらくの間はM1000のみの対応になった。

### 料金体系
| サービス名    | 定額料  |
| ------------- | ------- |
| Biz・ホーダイ | 5,985円 |

### 歴史
2007年1月31日のドコモの発表で、スマートフォン用の定額制度の導入を発表。2007年4月1日の料金改定で実施された。プラン発表当初、M1000・hTc Zへの対応をアナウンスしていた。
2008年8月25日のドコモの発表で、Biz・ホーダイ ダブルの導入に伴い、同年12月31日に新規申し込みを終了すると発表され、実施された。2009年1月1日以降は解約のみ受付となる。

## Biz・ホーダイ ダブル
2008年8月25日、ドコモは、個人向け「パケ・ホーダイ」シリーズともども、パケットの料金制度を抜本的に改めることを発表した。
2段階の定額制となり、最低定額12250パケットまでを1029円（税込）超過分を0.084円（税込）/1パケットとし、5985円（税込）が最大の上限とする仕組みをとった。
2009年8月1日より、Biz・ホーダイ ダブルの下限額値下げが実施される。2009年5月1日に下げたばかりだが、他社に対抗しての再値下げとなる。パケット代金や上限額はいままでとかわらないが、下限額が490円から390円に値下げされる。また390円で利用できる範囲は4,650パケットとなる。

この「Biz・ホーダイ ダブル」の料金体系は、同時に開始される「パケ・ホーダイ ダブル」契約でiモードフルブラウザを利用したときのものと同じである。
なお、新制度への移行により、「Biz・ホーダイ」の新規利用申込は2008年いっぱいで終了。それまでに契約したユーザーは引き続き従来体系を利用できるものの、「Biz・ホーダイ ダブル」へ移行する場合は新たな手続きが必要となる。またiモードやPCでのモデム接続といったBiz・ホーダイ ダブル定額対象外の通信料は、1パケット0.021円で従量課金される。またWORLD WINGといった海外での通信料には、この割引は適用されない。
2009年10月1日より、Biz・ホーダイ ダブル契約者がパソコンやiモードなど、mopera U以外の接続を行った際も13,650円以上かからない料金メニューが追加された
2010年4月1日にパケ・ホーダイ ダブルと統合され、Biz・ホーダイ ダブルの加入者はパケ・ホーダイ ダブルの契約に移行した。以前までの、スマートフォンによる通信に加え、iモードにSIMカードを差し替えて利用しても定額範囲内で利用が可能となった。また128K特定APNへのモデム通信も5,985円の定額通信が可能となる。

### 料金体系
| サービス名           | 下限額                      | 上限額                      | その他通信 上限額 | パケット代金 定額上限まで | 定額対象外通信料 上限超過時 |
| -------------------- | --------------------------- | --------------------------- | ----------------- | ------------------------- | --------------------------- |
| Biz・ホーダイ ダブル | 390円 （4,650パケット含む） | 5,985円 (71,250パケット迄） | 13,650円          | 0.084円（1パケット）      | 0.021円（1パケット）        |

### 歴史
2009年1月8日のドコモの発表で、BlackBerryへの対応を発表。2009年2月20日の料金改定で実施された。。
2009年4月28日のドコモの発表で、各社に先駆けて定額下限額が490円（本体467円）にすると発表。2009年5月1日の料金改定で実施された。
しかしその後、auがこの下限額を390円（本体372円）に引き下げ、ソフトバンクが追随したことから、2009年7月30日のドコモの発表で、下限額を390円（本体372円）に改訂すると発表。2009年8月1日の料金改定で実施された。
2009年8月6日のドコモの発表で、パソコンやiモードでの通信での上限額設定を対応を発表。2009年10月1日の料金改定で実施された。。
2010年1月21日のドコモの発表で、パケ・ホーダイ ダブルとの統合を発表。加入者は改訂以降はパケ・ホーダイ ダブルの契約に移行した。2010年4月1日の料金改定で実施された。。

## Biz・ホーダイ シンプル
2009年12月1日より提供される、NTTドコモの「メール使いホーダイ」の料金プランである、「タイプシンプル バリュー」または「タイプシンプル」を利用した場合、Biz・ホーダイ ダブルの最低定額料金が撤廃され、0円からの定額となる。

### 料金体系
| サービス名             | 下限額 | 上限額                      | その他通信 上限額 | パケット代金 定額上限まで | 定額対象外通信料 上限超過時 |
| ---------------------- | ------ | --------------------------- | ----------------- | ------------------------- | --------------------------- |
| Biz・ホーダイ シンプル | 0円    | 5,985円 (71,250パケット迄） | 13,650円          | 0.084円（1パケット）      | 0.021円（1パケット）        |

### 歴史
2009年10月27日のドコモの発表で、iモードメールが使い放題のサービス「メール使いホーダイ」を提供すると発表。2009年12月1日の料金改定で実施された。
2010年1月21日のドコモの発表で、パケ・ホーダイ シンプルとの統合を発表。加入者は改訂以降はパケ・ホーダイ シンプルの契約に移行した。2010年4月1日の料金改定で実施された。。

## BlackBerryへの対応
現在NTTドコモのスマートフォンである、Blackberryは、BlackBerryデータ通信パックという、準定額の割引のみで定額制に対応していなかったが、2009年2月20日発売のBlackBerry Boldの発売に合わせ、2009年2月20日よりBiz・ホーダイ ダブルが対応した。同時にBlackBerryデータ通信パックの新規受付は終了している。